# Halcampa duodecimcirrata
Halcampa duodecimcirrata är en havsanemonart som först beskrevs av Sars 1851.  Halcampa duodecimcirrata ingår i släktet Halcampa och familjen Edwardsiidae. Arten är reproducerande i Sverige. Inga underarter finns listade i Catalogue of Life.